# Пасечник, Елизавета Алексеевна
Елизаве́та Алексе́евна Па́сечник (род. 30 апреля 2005, Нижний Новгород) — российская фигуристка, выступающая в танцах на льду с Дарио Чиризано. Являются серебряными призёрами финала Гран-при (Кубка) России (2025), победителями чемпионата Москвы (2024), призёрами этапов Гран-при (Кубка) России. Мастер спорта России (2023).
С бывшим партнером Максимом Некрасовым становилась бронзовым призёром чемпионата России в сезоне 2022—2023.

## Биография
Родилась в Нижнем Новгороде 30 апреля 2005 года, училась в гимназии с углубленным изучением французского языка. В 4 года начала заниматься фигурным катанием. Также увлекалась хореографией и танцевала джаз-модерн в нижегородской студии, участвовала в профессиональных соревнованиях по танцам на чемпионатах России, ездила на чемпионаты Европы и чемпионат мира, где заняла 3 место.
В танцах на льду выступала с Егором Колосовским, дуэт представлял Нижний Новгород. В 2021 году перебралась в Подмосковье в группу Алексея Горшкова и выступала с Дмитрием Блиновым, с паре с которым стала серебряным призёром финала Кубка России в сезоне 2021—2022 и заняла 9 место на чемпионате России 2022.

### 2022—2024
В 2022 году пара Блинов—Пасечник распалась, и Елизавета встала в пару с Максимом Некрасовым, который на тот момент остался без партнёрши. Спортсмены продолжили тренировки у Алексея Горшкова.
На соревнованиях Пасечник и Некрасов дебютировали осенью 2022 года, выступив на мемориале Николая Панина-Коломенкина в Санкт-Петербурге и заняв там 2 место. В том же году стали бронзовыми призёрами этапа Гран-При России в Казани и серебряными призёрами этапа в Перми. На чемпионате России 2023 в Красноярске заняли 3 место. Дуэт распался накануне контрольных прокатов сборной России в сентябре 2023 года, прекратив совместные выступления по обоюдному решению партнеров.
В октябре 2023 года фигуристка Елизавета Пасечник встала в пару с Дарио Чиризано. Тренироваться спортсмены начали в группе Анжелики Крыловой.
В марте 2024 года Пасечник и Чиризано выступили на турнире шоу-программ «Русский вызов» с номером под песни группы «Браво» в образах стиляг и получили личный приз от артиста балета Ким Кимина.

### Сезон 2024—2025
В сентябре 2024 года Пасечник и Чиризано выступили на контрольных прокатах сборной России, а в начале октября одержали первую совместную победу на чемпионате Москвы. Выступали на этапе Гран-При России в Магнитогорске, а также в Москве, где стали бронзовыми призёрами.
На чемпионате России 2025 после ритм-танца занимали промежуточное 4 место, имея 81,53 балла. По итогу обоих дней соревнований дуэт стал пятым, набрав общую сумму 200,81 балла.

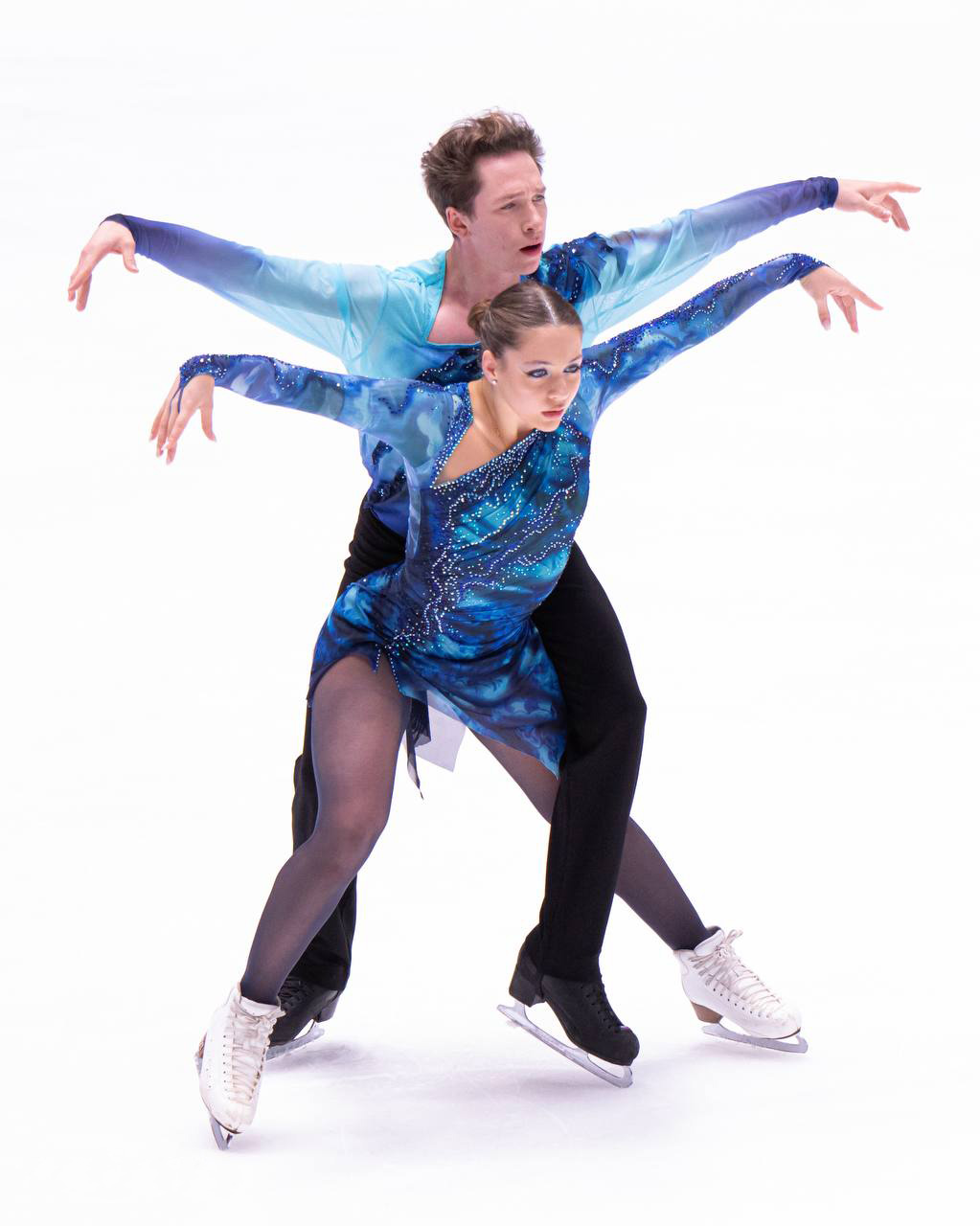
Пасечник и Чиризано на контрольных прокатах сборной России в 2024 г.

В феврале 2025 года завоевали серебряные медали финала Гран-при (Кубка) России.

В марте 2025 года фигуристы поучаствовали в турнире шоу-программ «Русский вызов». Номер был поставлен под песни итальянской группы «Ricchi e Poveri» Анжеликой Крыловой, Максимом Стависким и Артёмом Федорченко. Из интервью Пасечник и Чиризано об идее номера и поддержке зрителей:
Хорошее настроение у многих ассоциируется с морем, солнцем, Италией. И Анжелика Алексеева (Крылова) предложила поставить такой номер, поскольку это была тема турнира. Мы выбрали самые известные композиции «Ricchi e Poveri», придумали историю с кафе «Дарио», девушкой, которая приезжает на море, где встречается с итальянцем – владельцем кафе.Елизавета Пасечник
То, что нам удалось увлечь публику, которая аплодировала нам с первых же аккордов музыки, было очень приятно. Значит, мы попали в тему и подарили всем хорошее настроение. Мы и хотим, чтобы наша пара ассоциировалась с хорошим настроением.Дарио Чиризано
Дуэт Пасечник/Чиризано выступил на кубке Первого канала в составе команды Александры Трусовой.

## Программы
С Дарио Чиризано
| Сезон     | Ритм-танец                                                     | Произвольный танец                                | Показательные номера                                             |
| --------- | -------------------------------------------------------------- | ------------------------------------------------- | ---------------------------------------------------------------- |
| 2024-2025 | - I Feel Good Джеймс Браун - Play That Funky Music Wild Cherry | Cirque du Soleil: - Kalandero - Querer - Cerceaux | Браво: - Король "Оранжевое лето" - Вася Ricchi e Poveri: попурри |

С Максимом Некрасовым
| Сезон     | Ритм-танец                                     | Произвольный танец               | Показательный номер   |
| --------- | ---------------------------------------------- | -------------------------------- | --------------------- |
| 2022-2023 | - Paxi Ni Ngongo Bongo - Gasolina Daddy Yankee | - Dark Conscience Tommee Profitt | - Happy New Year ABBA |

## Спортивные результаты

### С Дарио Чиризано
| Соревнование                | 24/25        |
| Национальные                | Национальные |
| --------------------------- | ------------ |
| Чемпионат России            | 5            |
| Финал Кубка России          | 2            |
| Этапы Кубка России. I этап  | 4            |
| Этапы Кубка России. IV этап | 3            |

### С Максимом Некрасовым
| Соревнование                      | 22/23        |
| Национальные                      | Национальные |
| --------------------------------- | ------------ |
| Чемпионат России                  | 3            |
| Этапы Кубка России. III этап      | 3            |
| Этапы Кубка России. VI этап       | 2            |
| Мемориал Н. А. Панина-Коломенкина | 2            |